# Брусна
Брусна је насељено мјесто у општини Фоча, Република Српска, БиХ. Према попису становништва из 1991. у насељу је живјело 348 становника.

## Становништво
| Националност | 1991. |
| Срби         | 299   |
| Муслимани    | 39    |
| Хрвати       | 0     |
| Југословени  | 4     |
| остали       | 6     |
| Укупно       | 348   |

| Демографија | Демографија | Демографија |
| Година      | Становника  | Становника  |
| ----------- | ----------- | ----------- |
| 1991.       | 348         |             |